# Марк-ан-Барёль
Марк-ан-Барёль (фр. Marcq-en-Barœul) — коммуна во Франции, регион О-де-Франс, департамент Нор, округ Лилль, кантон Лилль-2. Один из крупнейших пригородов Лилля, расположен в 5 км к северо-востоку от центра города, на берегу канала Рубе.
Население (2017) — 38 617 человек.

## История
Проведенные на территории коммуны Марк-ан-Барёль раскопки показали, что первые поселения в этих местах были основаны кельтскими племенами атребатов и менапиев. В Средние века здесь располагались охотничьи угодья Каролингов.
Марк оставался небольшим поселением до начала XX века, когда рост лилльской агломерации привел к большому приросту населения в его окрестностях. Здесь были построены элитные объекты инфраструктуры, такие как поля для гольфа и ипподром, что создало Марку репутацию места, достойного для проживания зажиточных слоев населения. В настоящее время он входит в число 30 городов Франции с самым высоким уровнем доходов населения.

## Достопримечательности
- Здание мэрии 1936 года
- Церковь Святого Викентия XVI века
- Церковь Нотр-Дам 1911 года в неовизантийском стиле
- Ораторий Святого Мавра 1871 года

## Экономика
C 1975 года в Марк-ан-Барёле базируется компания Promod, производящая молодёжную одежду и имеющая магазины в 25 странах мира. Также в городе находится штаб-квартира и основное предприятие хлебопекарской компании Groupe Holder.
Структура занятости населения:
- сельское хозяйство — 0,1 %
- промышленность — 9,8 %
- строительство — 3,6 %
- торговля, транспорт и сфера услуг — 65,0 %
- государственные и муниципальные службы — 21,6 %

Уровень безработицы (2017) — 11,0 % (Франция в целом — 13,4 %, департамент Нор — 17,6 %). 

Среднегодовой доход на 1 человека, евро (2017) — 26 630 (Франция в целом — 21 110, департамент Нор — 19 490).

## Демография
Динамика численности населения, чел.

## Администрация
Пост мэра Марк-ан-Барёля с 2001 года занимает член партии Республиканцы Бернар Жерар (Bernard Gérard). На муниципальных выборах 2020 года возглавляемый им правый список победил в 1-м туре, получив 73,26 % голосов.
| Период | Период | Фамилия         | Партия                                                                                      | Примечания                                                    |
| ------ | ------ | --------------- | ------------------------------------------------------------------------------------------- | ------------------------------------------------------------- |
| 1968   | 1994   | Серж Шарль      | Союз демократов в поддержку республики, Объединение в поддержку Республики                  | инженер-чертежник, депутат Национального собрания             |
| 1994   | 2001   | Жан-Рене Лесерф | Объединение в поддержку Республики, Союз за народное движение, Республиканцы, Разные правые | научный сотрудник, Президент Совета департамента Нор, сенатор |
| 2001   |        | Бернар Жерар    | Объединение в поддержку Республики, Союз за народное движение, Республиканцы                | адвокат, депутат Национального собрания                       |

## Города-побратимы
- Илинг, Великобритания
- Гладбек, Германия
- Поджибонси, Италия
- Кююрн, Бельгия

## Спорт
В Марк-ан-Барёль базируется регбийный клуб Olympique Marcquois Rugby, выступающий во второй лиге французского первенства. Кроме того, в городе имеются крупнейший в регионе ипподром и два гольф-клуба.

## Галерея

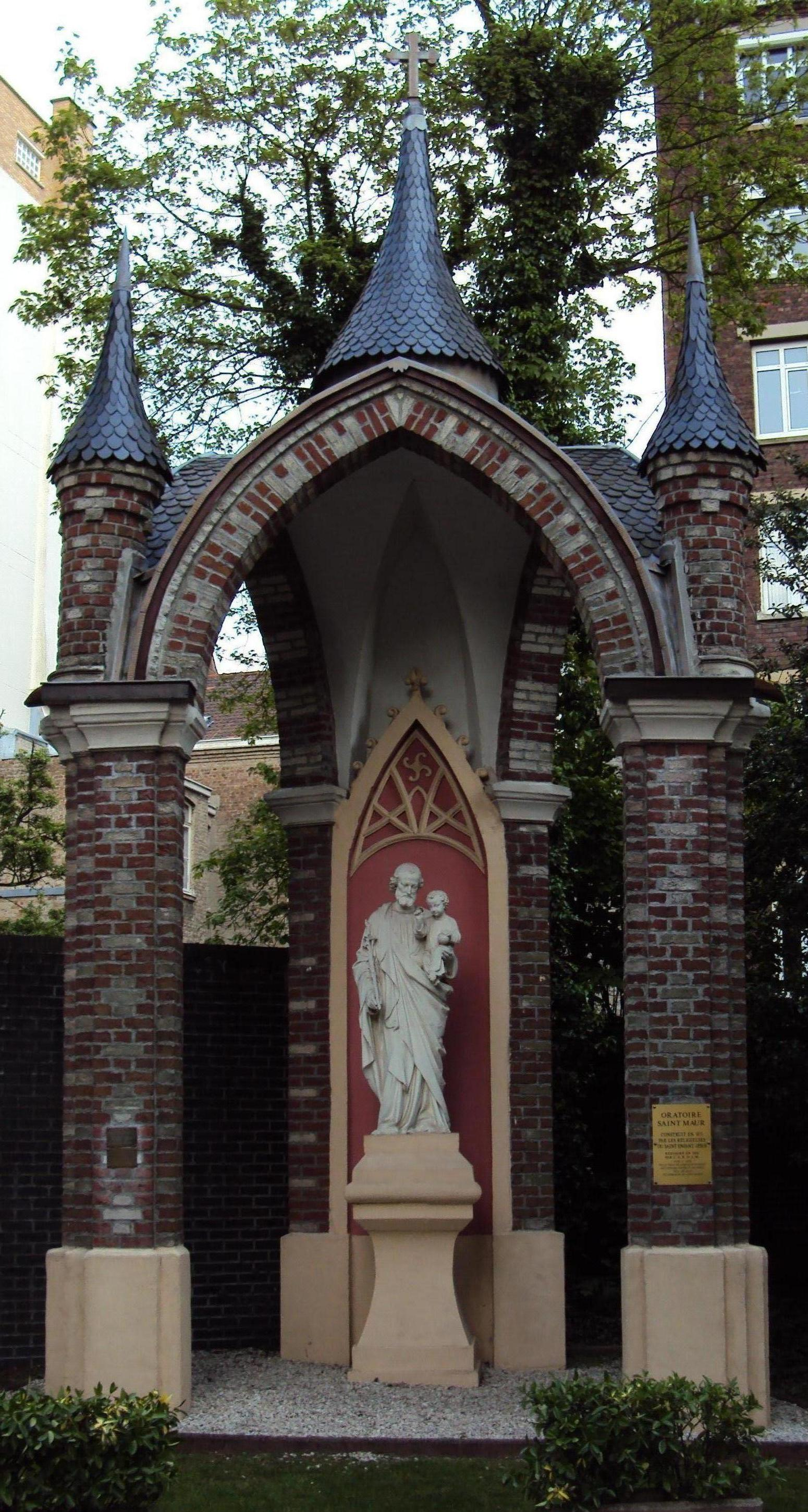
Ораторий Святого Мавра
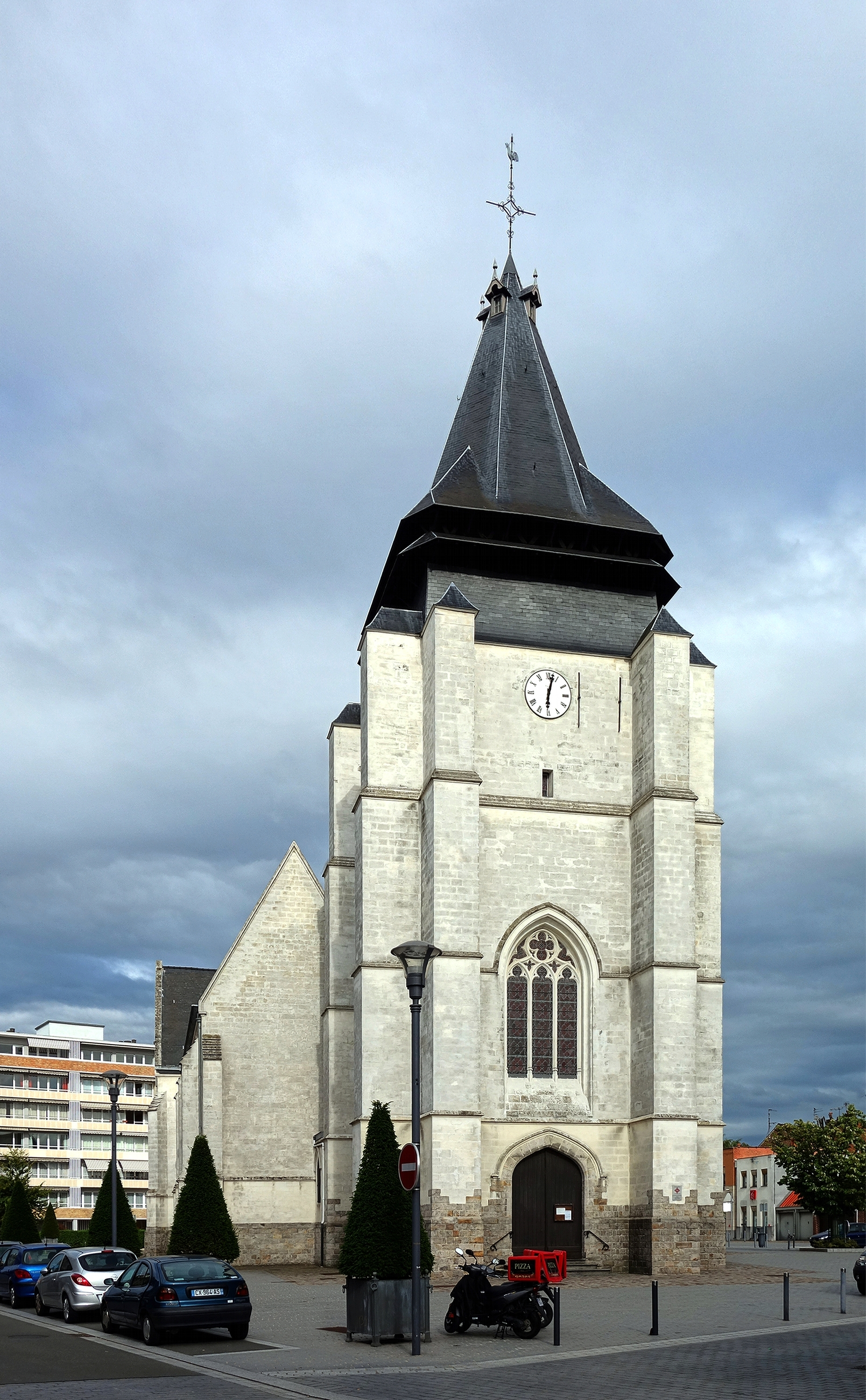
Церковь Святого Викентия
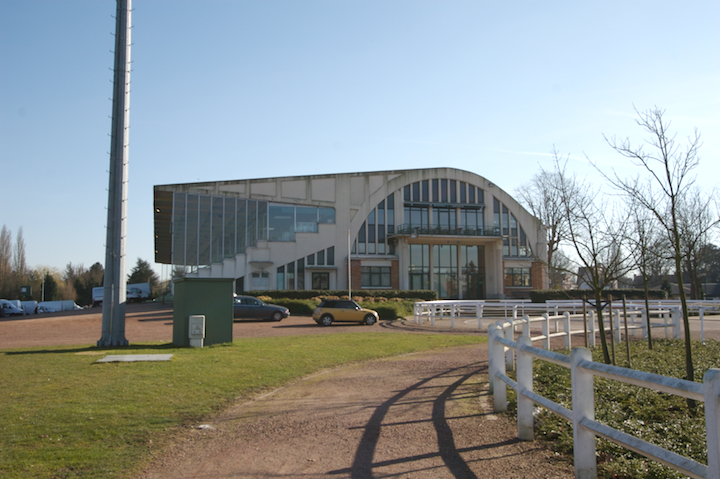
Ипподром